# Tub acústic

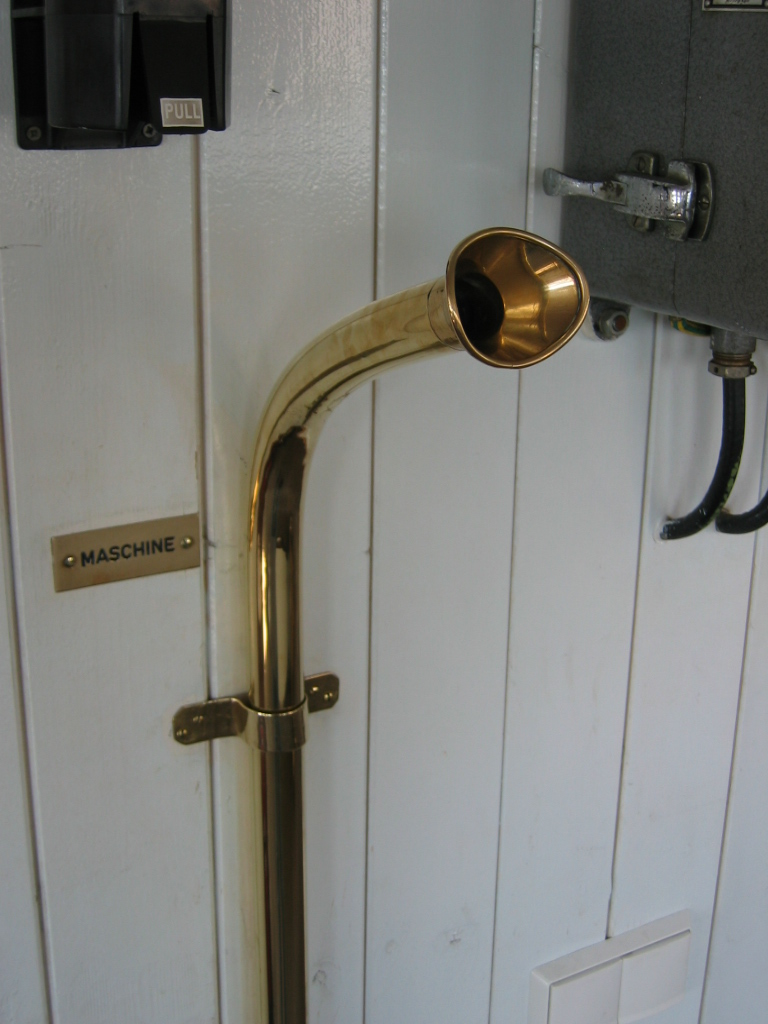
Tub acústic per comunicar-se amb la sala de màquines del vaixell trencaglaç Stettin (1933)

Un tub acústic  o canonada acústica és un mitjà de transmissió de la veu, l'avantpassat de l'intercomunicador. Un tub que condueix les ones de pressió del so, connecta dues trompetes en els extrems de la canonada (aquesta actua de guia d'ona com en el cas de la fibra òptica. No obstant això, no hi ha cap relació entre les ones longitudinals de pressió de so i les ones electromagnètiques transversals). Es parla alternativament en una direcció i després en l'altre (és a dir seria un sistema half duplex actual). Els extrems també poden estar equipats amb un xiulet per a cridar l'atenció abans d'una trucada (l'avantpassat del timbre del telèfon).
Aquest dispositiu va ser d'ús comú als vaixells, a les bones cases senyorials, als negocis i fins i tot per comunicar-se amb el xòfer a l'inici del segle xx. Tanmateix encara se'n poden trobar d'instal·lats en algunes de les fortificacions de la Línia Maginot.

## Història
L'1 de juny de 1782 Condorcet va presentar a l'Acadèmia de Ciències, Dom Gauthey monjo cistercenc que deia que ser capaç de transmetre veu a 13 milles de distància amb un procés mantingut en secret. Lluís XVI amb l'objectiu que el procés va ser sotmès a l'experiment proposat per Condorcet. Va fer ús de la canonada de la bomba d'aigua del Palau de Chaillot per parlar a 800m de distància i va ser tot un èxit. El rei, però, va retrocedir davant les despeses necessàries per estendre el procés a través de distàncies considerables (Gauthey es va dur a terme per transmetre missatges forts a 150 quilòmetres en menys d'una hora). Gauthey va tractar d'aixecar una subscripció, però no va poder recaptar els fons necessaris. Se'n va anar a Amèrica, on va publicar un fullet  propagació Experiment de so i veu en les canonades estès a una gran distància a Filadèlfia el 1783.
William Herschel, que va descobrir el planeta Urà el 1781, utilitzava un "tub acústic" per comunicar a la seva ajudant els comentaris sobre el que descobria amb el seu telescopi.